# صربيا العثمانية
كانت المنطقة التي تقوم عليها جمهورية صربيا الآن جزءًا من الدولة العثمانية طوال الحقبة الحديثة المبكرة، لا سيما صربيا الوسطى، على عكس فويفودينا التي انتقلت إلى حُكم آل هابسبورغ منذ نهاية القرن السابع عشر (الذين قاموا بالعديد من عمليات الاستيلاء على صربيا الوسطى أيضًا). أثرت الثقافة العثمانية بصورة واضحة على المنطقة في مجالات العمارة، والمطبخ، واللغة، واللباس، وخاصةً في الفنون والإسلام.
في القرنين الرابع عشر والخامس عشر، أُخضعت الديستوبيا الصربية إثر الفتح العثماني لشبه جزيرة البلقان. هزم العثمانيون الصرب في معركة ماريتسا في عام 1371، وجعلوا الحكام الغربيين تابعين لهم. قُريب ذلك، توفي الإمبراطور الصربي ستيفان أوروس الخامس؛ ونظرًا لكونه أبترًا ولاختلاف طبقة النبلاء على الوريث الشرعي، حكم الإمبراطورية بعدها لوردات المقاطعات شبه المستقلين، والذين غالبًا ما كانوا متنازعين فيما بينهم. تصدى أقوى هؤلاء، لازار الصربي دوق منطقة تشمل الآن صربيا الوسطى الحالية التي لم تكن تحت الحُكم العثماني بعد، للعثمانيين في معركة كوسوفو في عام 1389. كانت نتيجة المعركة غير حاسمة، لكن صربيا وقعت في نهاية المطاف تحت حُكم العثمانيين. خلَف ستيفان لازاريفيتش، ابن لازار، والده في الحكم، لكنه بحلول العام 1394 كان قد تحول إلى تابع للدولة العثمانية. في عام 1402، تخلى عن الحكم العثماني وتحالف مع المجر، واتسمت السنوات اللاحقات باقتتال المجريين والعثمانيين من أجل أرض صربيا. في عام 1453، فتح العثمانيون القسطنطينية، وفتحوا بعدها أثينا عام 1458، وضمُّوا صربيا في العام 1459، وأتبعوها باليونان بعد ذلك بعام واحد.
قامت عدة ثورات صغيرة وقصيرة وفاشلة ضد الحكم العثماني كان معظمها بمساعدة من آل هابسبورغ؛ وكانت في أعوام 1594، 1688 – 1691، 1718 – 1739 و1788. في عام 1799، سيطر الداهيا (من قادة الإنكشاريين، وهم مشاة ذوي مكانة عالية في المقاطعات) على سنجق سميديريفو، ونبذوا السلطان وفرضوا ضرائب أعلى. في عام 1804، قتلوا أبرز المفكرين والنبلاء، ما عُرف بمذبحة النيازيون. انتقامًا لذلك، تسلح الصرب وأوقعوا كل الداهيا بين قتيل ومطرود بحلول العام 1806، لكن القتال لم يتوقف، وعندما أرسل السلطان الباشا الجديد إلى المقاطعة، قتله الصرب. استمرت الثورة، وصارت ما عُرف لاحقًا باسم الانتفاضة الصربية الأولى، حيث هزم الصرب بقيادة كاراجورجي العثمانيين في عدة معارك، وحرروا معظم صربيا الوسطى، وأسسوا حكومة نشطة بصورة كاملة. في عام 1813، تكبد الصرب خسارة فادحة، تبعها تمرد فاشل في عام 1814، وبدأت في عام 1815 الانتفاضة الصربية الثانية. في عام 1817، كانت صربيا مستقلة فعليًا (بصفة إمارة صربيا).
يتناول المقال تاريخ الصرب وثقافتهم وبُنيتهم في ظل الدولة العثمانية.

## تاريخها

### حروب صربيا (1389 – 1540)
هزم الأتراك الجيش الصربي في معركة حاسمة واحدة: على ضفاف نهر الماريتسا في عام 1371، حيث هُزمت قوات فوكاشين ويوفان أوغليشا مرنجافشيفيتش من ما يُعرف اليوم بمقدونيا الشمالية، ما دمّر كل أمل في إعادة توحيد الإمبراطورية الصربية. مذ ذاك الوقت، كانت صربيا في حالة دفاع، وتكللت هذه الحرب في معركة كوسوفو في عام 1389. حرضت هذه المعركة كل من  لازار الصربي، وفوك برانكوفيتش، وفلاتكو فوكوفيتش ضد قوات السلطان مراد الأول. توفي كل من السلطان مراد الأول والأمير لازار في هذه المعركة، التي انتهت بحمام دم غير محسوم النتيجة. حددت معركة كوسوفو مصير صربيا على المدى الطويل، لأنها لا تقوى الآن على مواجهة العثمانيين بصورة مباشرة. كانت هذه الفترة غير مستقرة وتتسم بحكم ابن الأمير لازار – الديسبوت ستيفان لازاريفيتش – الذي كان فارسًا وقائدًا عسكريًا، وشاعرًا. كان ستيفان في البداية تابعًا للسلطان بيازيد الأول، أظهر تميزه في معركة نيقولوبولس في عام 1396 وفي معركة أنقرة في عام 1402، وحصل على الاستقلال في وقت لاحق عقب وفاة السلطان بايزيد الأول. نقل قريبه ووريثه دوراد برانكوفيتش العاصمة إلى مدينة سميديريفو المحصنة حديثة البناء. تابع العثمانيون سعيهم حتى سيطروا في نهاية المطاف على كامل الأرض الصربية الشمالية في عام 1459 وقتما سقطت سميديريفو في قبضتهم. كانت الأراضي الصربية الحرة الوحيدة هي أجزاء من البوسنة وزيتا. بعد سقوط إمارة زيتا في عام 1496، حكمت الدولة العثمانية صربيا لثلاثة قرون تقريبًا. أنشأت أسرة برانكوفيتش (اعتلى نبلاء صرب آخرون العرش في وقت لاحق) إمارة صربية بحماية مجرية بعد سقوط الديسبوتية الصربية، في ما يُعرف الآن بفويفودينا، سلافونيا، البوسنة. قضت الدولة التابعة بكاملها في مقاتلة العثمانيين ومثلت إرث ما بقي من المملكة الصربية. سقطت في عام 1540 وقتما اكتمل أخيرًا الفتح العثماني للأراضي الصربية، والذي دام 200 عام من الحرب المستمرة.

### المجر وصربيا (1389 – 1540)
منذ القرن الرابع عشر فصاعدًا، بدأ عدد متزايد من الصرب بالهجرة شمالًا إلى المنطقة المعروفة اليوم بفويفودينا، والتي كانت وقتها خاضعة لحكم مملكة المجر. شجّع الملوك المجريون هجرة الصرب إلى المملكة، ووظفوا العديد منهم بصفة جنود وحرس حدود. بالتالي، ازداد عدد السكان الصرب في المنطقة بصورة كبيرة. أثناء الصراع بين الدولة العثمانية والمجر، حاول هؤلاء السكان الصرب استعادة الدولة الصربية. في معركة موهاج في 29 أغسطس من عام 1526، دمرت تركيا العثمانية جيش الملك المجري البوهيمي لويس الثاني، الذي قُتل في أرض المعركة. بعد هذه المعركة، لم تعد المجر دولة مستقلة، وأصبح جزء كبير من أرضها السابقة تابعًا للدولة العثمانية. بعد معركة موهاج بفترة وجيزة، رسخ قائد المرتزقة الصرب في المجر، يوفان نيناد «الأسود»، حكمه في باتشكا، وبانات الشمالية، وجزء صغير من سيرميا (هذه المناطق الثلاث أجزاء من فويفودينا الآن). أنشأ دولة مستقلة، عاصمتها مدينة سوبتيتسا. في أوج سطوته، توج يوفان نيناد نفسه في سوبتيتسا إمبراطورًا على الصرب. مستغلين الوضع العسكري والسياسي المرتبك إلى أبعد حد، حشد النبلاء المجريون في المنطقة قوات مشتركة ضده وهزموا القوات الصربية في صيف عام 1527. اغتيل الإمبراطور يوفان نيناد وانهارت دولته.
بعد حصار بلغراد، أسكن الإمبراطور سليمان الأول الصرب في غابة القسطنطينية المجاورة، باهشيكوي الحالية، والتي تُسمى غابة بلغراد.